# Darja Čulcova
Darja Čulcova (bělorusky: Дар’я Чульцова; * 20. února 1997, Škloŭ, Bělorusko) je běloruská novinářka. Pracovala pro polský televizní kanál Belsat.

## Život
Studovala na Mogilevské státní univerzitě A. A. Kulešova v Mogilevu. Studia dokončila v roce 2020 a následně začala pracovat pro Belsat.

### Zatčení 2020
Darja Čulcova byla zadržena se svou kolegyní Kaciarynou Andrejevou 15. listopadu 2020 při živém vysílání z akce na památku zavražděného Ramana Bandarenky v Minsku.
Obžaloba je obvinila z „organizace a řízení masových nepokojů“ a vzniku škody ve výši asi 140 tisíc korun, kterou měly způsobit běloruskému ministerstvu dopravy zastavením 19 vozidel veřejné dopravy. Lidé se ihned složili a „škodu“ uhradili. Soud přesto poslal obě novinářky na dva roky do pracovně-nápravného tábora.

### Mezinárodní reakce
Kaciaryny Andrejevy i Darji Čulcovy se poté, co byly odsouzeny, veřejně zastal polský prezident Andrzej Duda. Jejich věznění kritizovala také mezinárodní federace novinářů.

## Ocenění
- Novinář roku 2020
- polská cena Dariusze Fikuse (březen 2021)
- cena „Čest žurnalistiky“ Alese Lipaje (duben 2021)
- Cena za svobodu a budoucnost médií (Preis für die Freiheit und Zukunft der Medien, 2021), společně s Kaciarynou Andrejevou
- Prix Europa – Evropský novinář roku 2021, společně s Kaciarynou Andrejevou[3]